# Paüls (kommun)
Paüls är en kommun i Spanien.   Den ligger i provinsen Província de Tarragona och regionen Katalonien, i den östra delen av landet, 300 km öster om huvudstaden Madrid. Antalet invånare är 602. Arean är 44 kvadratkilometer. Paüls gränsar till Horta de Sant Joan, Alfara de Carles, Prat de Comte, Benifallet och Xerta. 
Terrängen i Paüls är kuperad.